# Чекалкино
Чекалкино — деревня в Малопургинском районе Удмуртской Республики России.

## География
Деревня находится в южной части республики, в подзоне смешанных лесов, к югу от автодороги М7, на расстоянии примерно 15 километров (по прямой) к юго-западу от села Малая Пурга, административного центра района.

### Климат
Климат характеризуется как умеренно континентальный, с продолжительной холодной многоснежной зимой и коротким относительно жарким летом. Средняя температура воздуха самого тёплого месяца (июля) — 18,9 °C; самого холодного (января) — −14,3 °C. Вегетационный период длится 160—170 дней. Среднегодовое количество атмосферных осадков составляет 538 мм, из которых 353 мм выпадает в период с апреля по октябрь. Снежный покров держится в течение 160—165 дней.

### Часовой пояс
Деревня Чекалкино, как и вся Удмуртская Республика, находится в часовой зоне МСК+1. Смещение применяемого времени относительно UTC составляет +4:00.

## Население
| 2010 | 2012 |
| ---- | ---- |
| 32   | ↗35  |

### Национальный состав
Согласно результатам переписи 2002 года, в национальной структуре населения удмурты составляли 94 % из 36 чел.